# 斯氏似白狼绵鳚
斯氏似白狼绵鳚，為輻鰭魚綱鱸形目绵鳚亞目绵鳚科的其中一種，分布於西北太平洋區的鄂霍次克海海域，屬底棲性魚類，棲息深度在水深30至1440公尺，體長可達42公分。